# Peyrière
Peyrière ist eine französische Gemeinde mit 290 Einwohnern (Stand 1. Januar 2022) im Département Lot-et-Garonne in der Region Nouvelle-Aquitaine (vor 2016: Aquitanien). Die Gemeinde gehört zum Arrondissement Marmande und zum Kanton Le Val du Dropt.
Der Name der Gemeinde leitet sich von las perreiras (deutsch die Steine) ab. Der Boden der Gemeinde ist reich an Tuffstein, der in zahlreichen Steinbrüchen abgebaut wurde.
Die Einwohner werden Peyriérois und Peyriéroises genannt.

## Geographie
Peyrière liegt circa 15 Kilometer nordöstlich von Marmande in der historischen Provinz Agenais am nördlichen Rand des Départements.
Umgeben wird Peyrière von den fünf Nachbargemeinden:
| Cambes     | Puysserampion                               |                     |
| Lachapelle | Kompassrose, die auf Nachbargemeinden zeigt | Miramont-de-Guyenne |
|            | Seyches                                     |                     |

Peyrière liegt im Einzugsgebiet des Flusses Garonne.
Der Manet, ein Nebenfluss des Trec de la Greffière, durchquert das Gebiet der Gemeinde zusammen mit seinem Nebenfluss, dem Ruisseau du Bouyssou, und dessen Nebenfluss, dem Ruisseau de Pinié.
Peyrière wird ebenfalls bewässert von zwei Nebenflüssen der Dourdenne, dem Ruisseau du Mont Saint-Jean und dem Ruisseau de Laprade, auch Ruisseau de Junchère genannt.

## Geschichte
Im Laufe seiner Geschichte gehörte Peyrière einer Reihe von bedeutenden örtlichen Grundherrschaftsfamilien. Im Jahre 1266 war der Seigneur ein gewisser Guiscard, Ehemann von Guillemine de Beauville und Sohn von Nompar de Caumont. Im 16. Jahrhundert gehörte das Land Imbert de Montesquiou, bevor es über die Heirat seiner Tochter mit François de Gironde an dessen Familie überging. Dieser übergab den Besitz an Charles de Dijon, dessen Nachkommen ihn bis zum 17. Jahrhundert behielten. Zu Beginn des 18. Jahrhunderts übernahm die Familie de Mornier die Grundherrschaft und fügten Peyrière dem Baronat von Seyches hinzu. Schließlich gelangte sie 1731 in die Hände der Familie Pontiac.

## Einwohnerentwicklung
Nach Beginn der Aufzeichnungen stieg die Einwohnerzahl bis zur Mitte des 19. Jahrhunderts auf einen Höchststand von rund 480. In der Folgezeit sank die Größe der Gemeinde bei kurzen Erholungsphasen bis zu den 1950er Jahren auf 210 Einwohner, bevor eine Wachstumsphase einsetzte, die bis heute anhält.
| Jahr      | 1962 | 1968 | 1975 | 1982 | 1990 | 1999 | 2006 | 2011 | 2022 |
| --------- | ---- | ---- | ---- | ---- | ---- | ---- | ---- | ---- | ---- |
| Einwohner | 238  | 235  | 244  | 246  | 274  | 242  | 258  | 281  | 290  |

## Sehenswürdigkeiten
- Pfarrkirche Saint-Pierre. Der Friedhof umsäumt die Pfarrkirche, die dem Apostel Petrus geweiht ist mit der Bezeichnung Saint-Pierre-ès-Liens. Sie datiert aus dem 11. oder 12. Jahrhunderts, wie an einer rundbogenförmigen Fensteröffnung zu erkennen ist. Sie befindet sich rechter Hand in der Wand zum Treppenaufgang. Sie war während einer langen Zeit zugemauert und ist erst bei der Restaurierung des Glockenturms im 20. Jahrhundert wieder zum Vorschein gekommen. Das Kircheninnere, kennzeichnet sich durch eine große Sachlichkeit. Es wird durch Fensteröffnungen ohne Kirchenfenster beleuchtet. Das flache Gewölbe des Haupt- und des Seitenschiffs ist mit Täfelung mit abgerundetem Stabmuster bekleidet. Der Altar hebt sich vom weißen Boden des Chors ab, der von einem Triumphbogen abgetrennt ist, der aus zwei Holzpfeilern ruht. Zur Linken befindet sich die Kanzel aus weißem Stein. Das Seitenschiff ist vom Hauptschiff durch Holzpfeiler getrennt. es ist der Jungfrau Maria gewidmet. Der Nebenaltar ist der Notre-Dame-de-Lourdes geweiht.[6]

- Im Jahre 1887 wurde der Glockenturm an die Kirche angefügt. Sein Bau wurde finanziert durch eine Spende von Marie Angeline Beausoleil, der zum Gedenken an ihre Großzügigkeit der Platz vor der Mairie nach ihr umbenannt wurde. Der Turm ist auf die Vorhalle der Kirche gebaut. Eine Treppe mit mehreren Läufen gewährt den Zugang auf eine Terrasse, die einer Aussichtsplattform auf 26 Metern Höhe dient. Eine Orientierungstafel ist installiert, und den Besuchern stehen Panorama-Ferngläser zur Verfügung. Die Turmspitze wird durch eine Statue des Herzens Jesu bekrönt. Der Turm birgt zwei Glocken aus den Jahren 1889 und 1897. Europäische Fördermittel ermöglichten eine Renovierung des Glockenturms im Jahre 2004.[7]

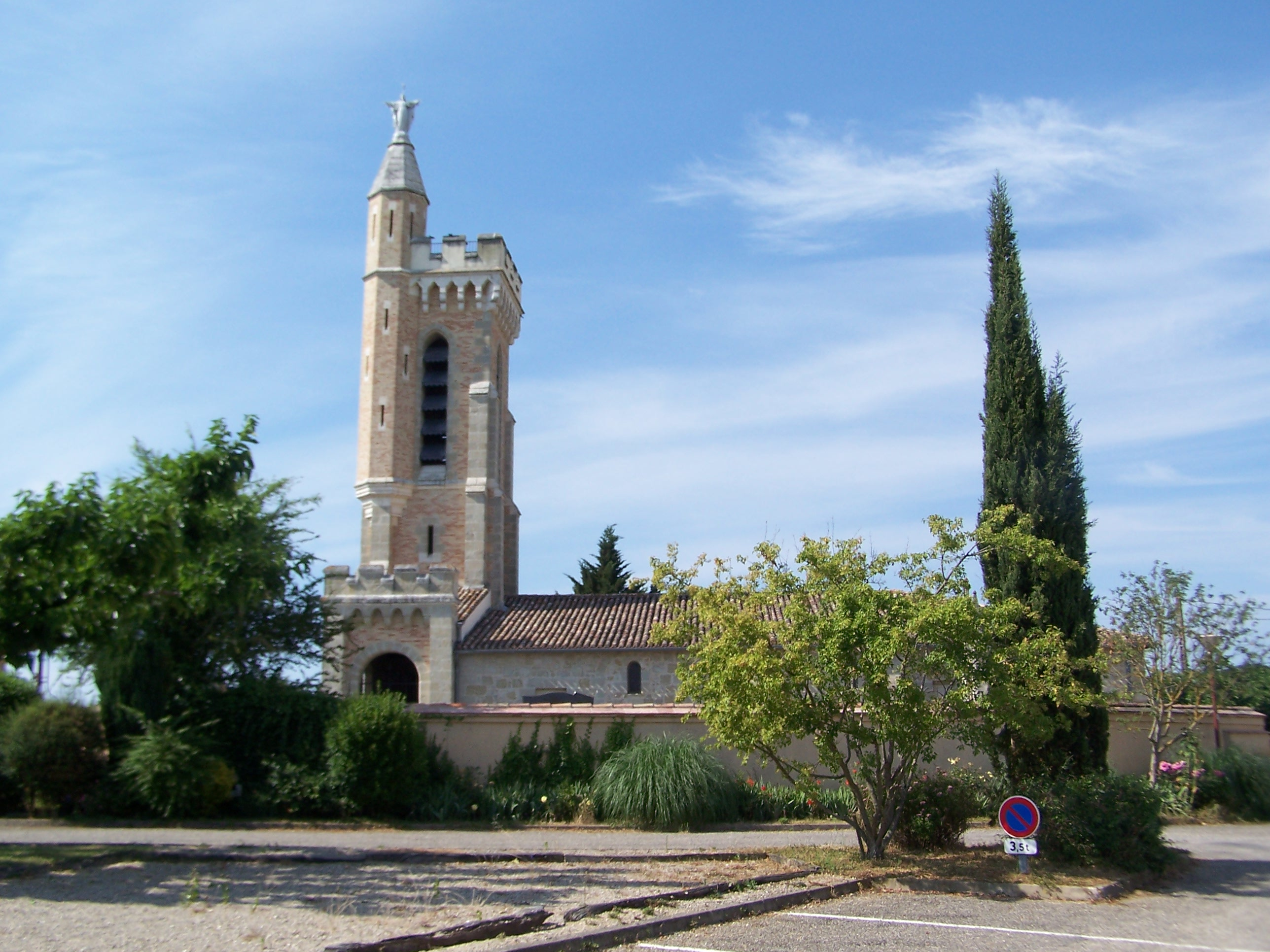
Pfarrkirche Saint-Pierre
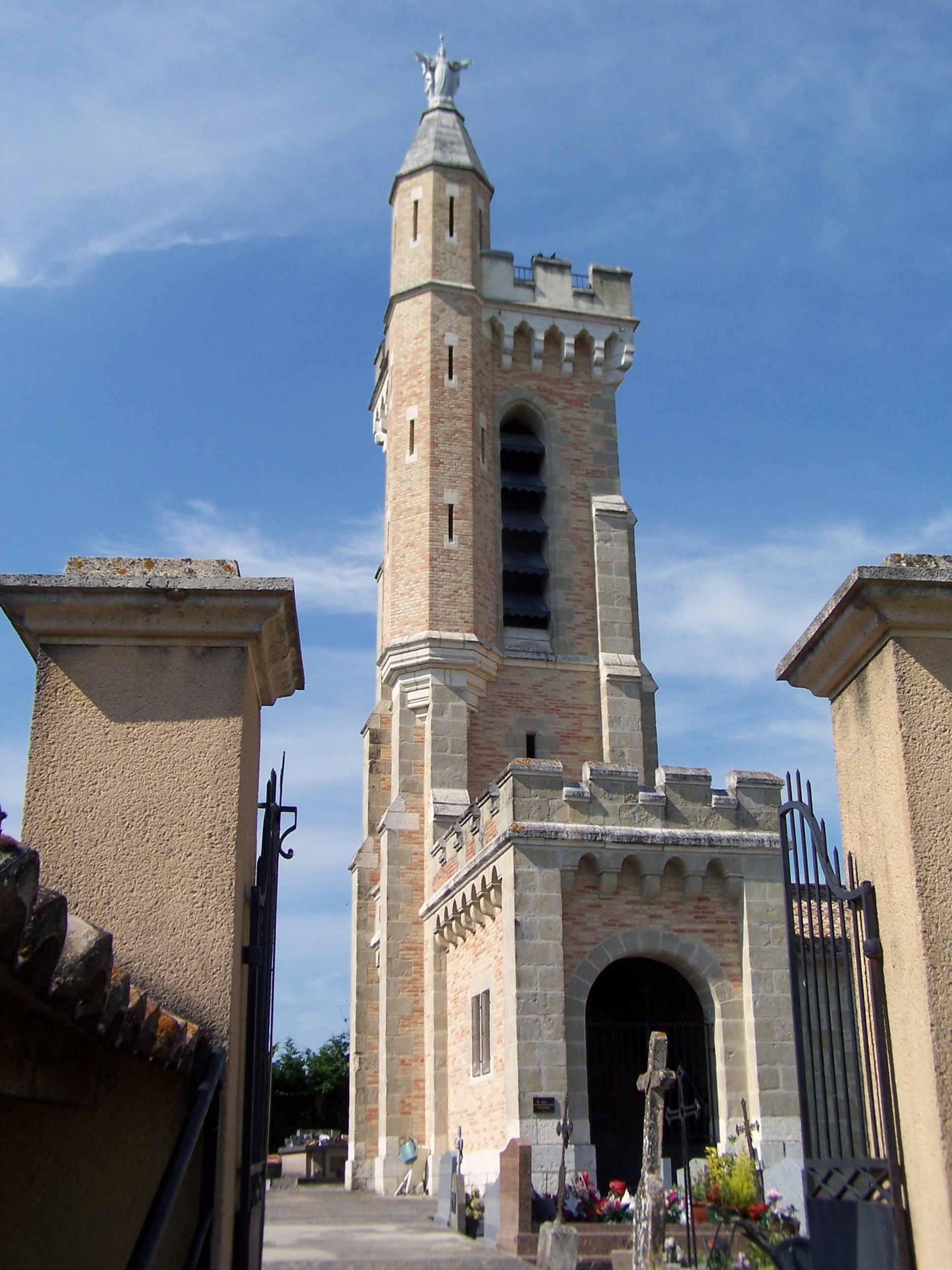
Glockenturm

## Wirtschaft und Infrastruktur
Peyrière liegt in den Zone AOC der Weiß-, Rosé- und Rotweine des Anbaugebiets Côtes du Marmandais.

### Verkehr
Peyrière wird durchquert von den Routes départementales 132 und 933, der ehemaligen Route nationale 133.